# Guillermo Rubio Navarrete
El General Guillermo Rubio Navarrete fue un militar mexicano que participó en la Revolución mexicana. Nació en Querétaro el 10 de abril de 1877.
Ingresó al Colegio Militar en 1893 y se graduó como teniente de la plana mayor facultativa de artillería. Estudió artillería en Fontainebleau, Francia.  Presentó sus servicios en los diversos regimientos del arma, adquiriendo un gran prestigio como artillero. Destacó como jefe de la artillería de la División del Norte federal, en la campaña contra el orozquismo, en 1912. Contraviniendo las órdenes de Huerta, suspendió la ejecución de Villa a quien Huerta había ordenado fusilar sin haberlo sometido a juicio. Fue jefe de la artillería contra los sublevados de La Ciudadela durante la Decena Trágica. En 1913 y 1914 destacó en sus campañas contra los constitucionalistas en Coahuila, Nuevo León y Tamaulipas, lo que le valió su ascenso a general de división. En 1914 fue encargado de la brigada que se formó para defender el puerto de Veracruz ante la invasión norteamericana. Licenciado por los Tratados de Teoloyucan, se retiró a la vida civil y murió en la Ciudad de México el 7 de febrero de 1949. 